# 仁神星
仁神星（47 Aglaja）是第47颗被人类发现的小行星，于1857年9月15日发现。仁神星的直径为127.0千米，质量为2.1×1018千克，公转周期为1782.960天。
仁神星以希臘神話的光輝女神阿格萊亞命名。